# Metabolismo osseo
Con metabolismo osseo si intende l'insieme dei processi biochimici responsabili della continua demolizione e rigenerazione ossea.  Visto che l'osso è composto da ca. 1/3 di proteine e 2/3 di minerali, si parla di metabolismo proteico e metabolismo minerale.

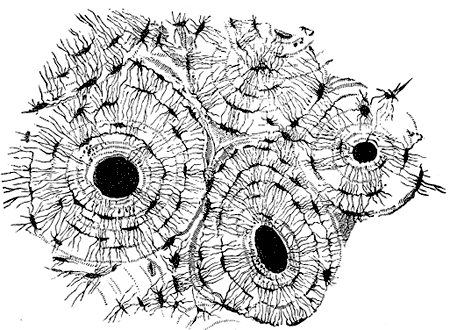
Sezione trasversale di tessuto osseo compatto

## Struttura e composizione ossea
L'osso è una complessa struttura di tessuto connettivo denso, mineralizzato, provvisto di dotti sanguigni, linfatici e nervosi per l'approvvigionamento, lo smaltimento e l'informatica delle cellule ossee. Queste cellule (osteoblasti, osteociti e osteoclasti) permettono il continuo processo di rigenerazione ossea.

### Tessuto mineralizzato

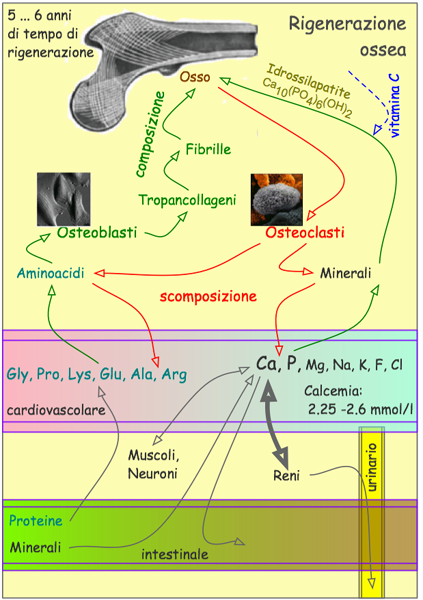
Flusso e trasformazioni di materiali ossei

Il tessuto mineralizzato consiste in:
- un'impalcatura di fibrille proteiche (collagene): ca. 30%
- è coperto da strati minerali: ca. 70%,  sulla cui superficie e all'interno presenta
- cellule (ca 0.5%) che ne garantiscono il metabolismo osseo.

### Cellule ossee
Le cellule ossee consistono in:
- osteoblasti che sintetizzano l'impalcatura (fibrille ossee),
- osteoclasti che disfano la struttura
- osteociti che mantengono il funzionamento del tessuto.

### Fibrille ossee

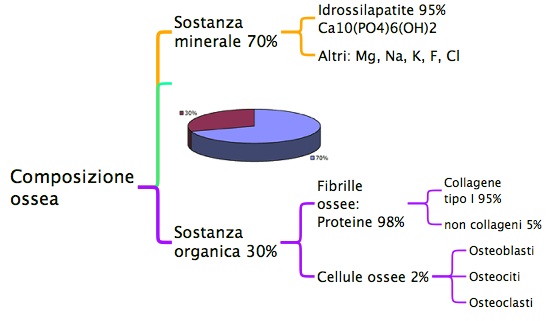
Composizione ossea quantitativa

L'impalcatura fibrotica proteica consiste per lo più in collagene di tipo I (sintetizzato dagli osteoblasti),  composto prevalentemente dagli aminoacidi glicina, prolina, lisina, acido glutammico, alanina e arginina.

### Minerale osseo
La copertura delle fibre, l'idrossilapatite Ca10(PO4)6(OH)2, a livello di massa, consiste in ca. 60% di calcio, 30% di fosforo e ca. 10% di ossigeno e idrogeno. Si tratta di un minerale che si trova anche, p.es., nelle rocce della Norvegia.

## Metabolismo osseo
Il tessuto mineralizzato è per lo più composto di calcio Ca e fosforo P, di cui ca. il 60% di calcio. 
La quantità di calcio, nel corpo umano, è di ca. 1.5% del peso corporeo (a 70 kg ca. 1.000 g). Gli osteoclasti, al giorno, scompongono ca. 1/2 grammo di calcio. Questo significa che lo scheletro, in un periodo di 5 - 6 anni, viene completamente demolito e ricostruito (1.000 g / 0,5 g/dì). Tutto ciò richiede evidentemente notevoli sforzi metabolici.
Tutto questo è dovuto al fatto è che il corpo necessità di:
- calcio per il funzionamento nervoso e muscolare
- fosforo per il metabolismo energetico (adenosin-fosfato)

Tutte e due variano a dipendenza dell'attività fisica. La concentrazione di calcio nel sangue (come fornitore e smaltitore di sostanze) è regolata entro stretti limiti (calcemia 2,25 - 2,6 mmol/l).
Lo scheletro funge, oltre alle sue funzioni di sostenimento, anche come magazzino tampone per calcio e fosforo. Se la calcemia si abbassa, gli osteoclasti intensificano il loro lavoro di scomposizione. Se invece la calcemia aumenta, gli osteoblasti producono più fibrille sulle quali si può depositare l'idrossilapatite. Per il fosforo, le condizioni sono simili.

### Flusso e trasformazioni del materiale
Lo schizzo illustra grossolanamente il flusso e la trasformazione di materiali maggiormente coinvolti nella continua rigenerazione ossea.
Nell'infanzia e in gioventù, gli osteoblasti lavorano più degli osteoclasti per cui il tessuto osseo cresce. Intorno ai 30-35 anni, la maggior massa ossea è stata raggiunta e man mano prendono il sopravvento gli osteoclasti con la loro funzione di scomposizione. In senescenza lavorano nettamente di più gli osteoclasti e la massa ossea diminuisce. Non si tratta di una malattia, ma di un normale processo biologico.

### Regolazione del metabolismo osseo

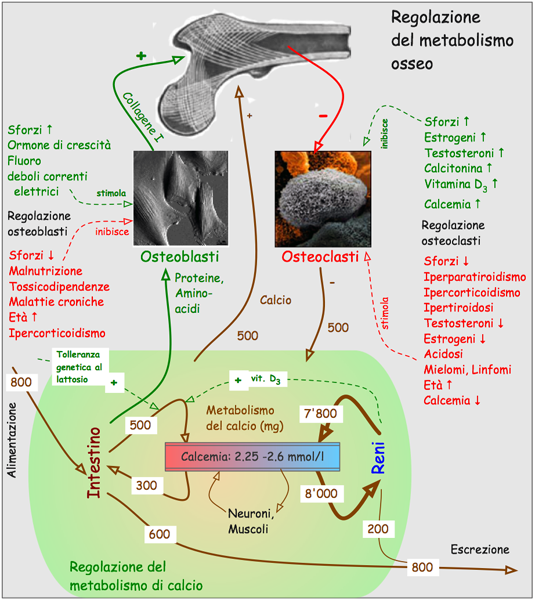
Regolazione del metabolismo osseo

Lo schizzo riassume genericamente la regolazione del metabolismo osseo e specificamente le regolazioni del metabolismo del calcio. 
Oltre alle variazioni continue della calcemia, ci sono vari ormoni (non solo la vitamina D3) che stimolano o inibiscono il lavoro di osteoblasti e osteoclasti. Anche diverse condizioni, genetiche, patologiche e di stile di vita influiscono notevolmente sulla loro regolazione.
Il metabolismo del calcio è un po' meno complesso, ma si capisce che le condizioni alimentari e diversi stati organici, specialmente di intestino e reni, giocano ruoli importanti.

## Malattie metaboliche ossee
Le più note malattie metaboliche ossee sono l'osteoporosi, l'osteomalacia e il rachitismo.
Il grafico "Regolazione del metabolismo osseo" fa capire che una riduzione riguardo alla somministrazione di calcio e vitamina D e litigi sull'assunzione di estrogeni dopo la menopausa, servono ben poco come prevenzione; anzi sono persino antiterapeutici, se non sono preceduti da una diagnosi differenziale a regola d'arte che risponde a domande del tipo:
- perché gli osteoblasti lavorano poco?
- perché gli osteoclasti lavorano troppo?
- è in ordine il metabolismo di calcio, fosforo e proteine?
- gli sforzi fisici sono calibrati e il tempo passato alla luce del giorno è sufficiente?
- si tratta piuttosto di mancanze proteiche (impalcatura) o di minerali?

Anzitutto è necessario distinguere le mancanze minerali (osteomalazia: deformazioni, ma non rotture) dalle mancanze proteiche (alto rischio di rotture). Questo incide fondamentalmente su una eventuale terapia.
Al momento si parla molto dell'osteoporosi e delle relative cure "preventive". La paura della gente alimenta un fruttuoso mercato dove spesso non viene fatta la necessaria chiarezza tra l'osteoporosi come malattia individuata da specifici criteri clinici e ciò che è semplicemente la normale degenerazione biologica del tessuto osseo in età avanzata.